# Place Merdeka
La place Merdeka (Medan Merdeka en indonésien, c'est-à-dire « place de l'Indépendance » ou « place de la Liberté ») est une place publique située à Jakarta, capitale de l'Indonésie. Avec 1 km2 de superficie, elle est considérée comme étant la deuxième plus grande place urbaine du monde, après la place Xinghai à Dalian en Chine.
Au centre, trône le Monumen Nasional qui symbolise la lutte pour l'indépendance du pays. Sur le côté sud se trouve l'hôtel de ville de Jakarta, sur le côté est la gare de Gambir, tandis qu'à l'angle nord-est se dresse la mosquée Istiqlal, la plus grande d'Asie du Sud-Est.
La place mesure près de 950 m du nord au sud et de 700 à 900 m d'est en ouest.

## Histoire
À l'époque coloniale, la place s'appelait Koningsplein (« Place Royale »).

Son aménagement débuta au XVIIIe siècle durant la colonisation néerlandaise, au moment du déplacement de l'administration de Batavia jusqu'à Weltevreden (l'actuel quartier de Gambir dans le centre de Jakarta).

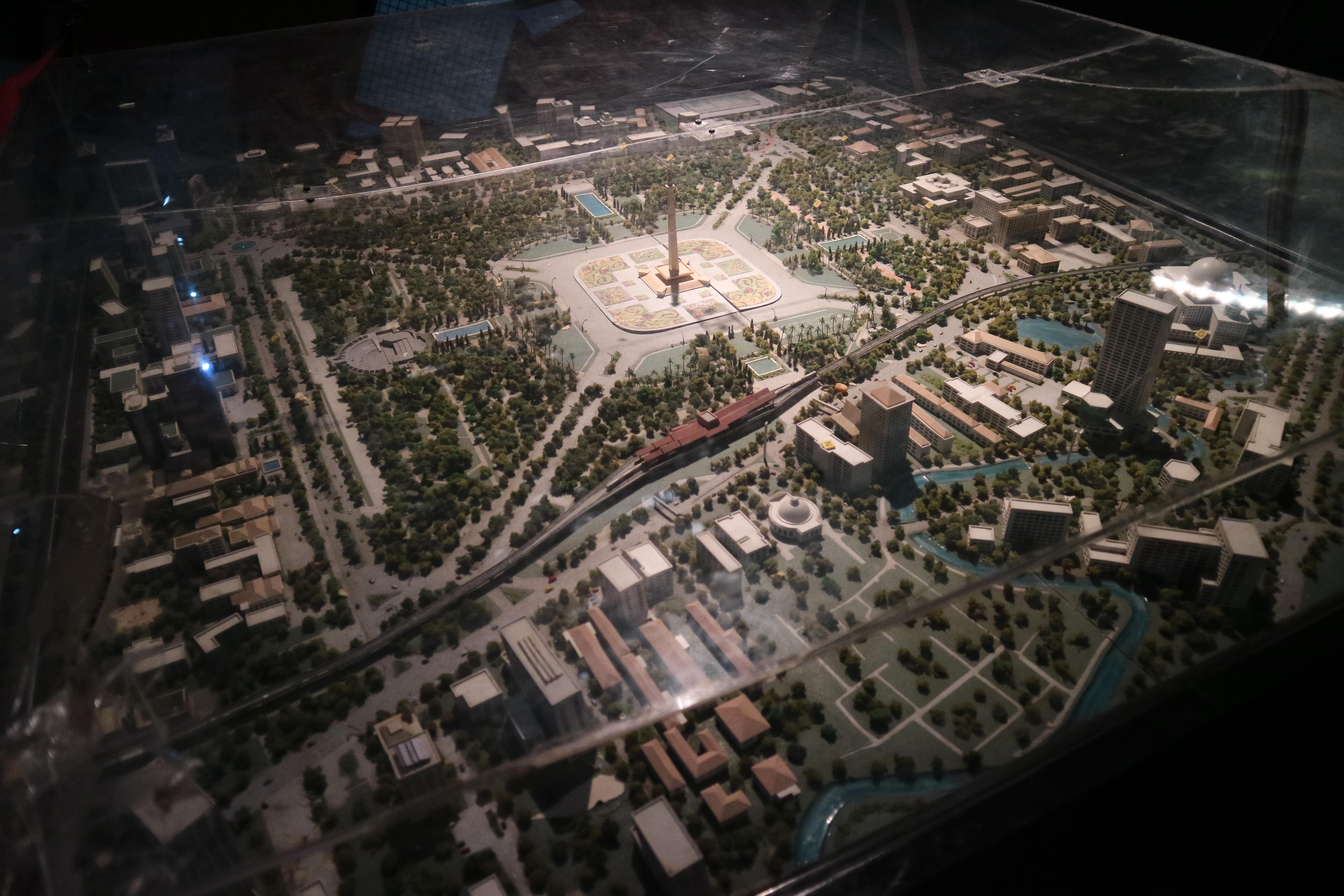
Maquette de la place.
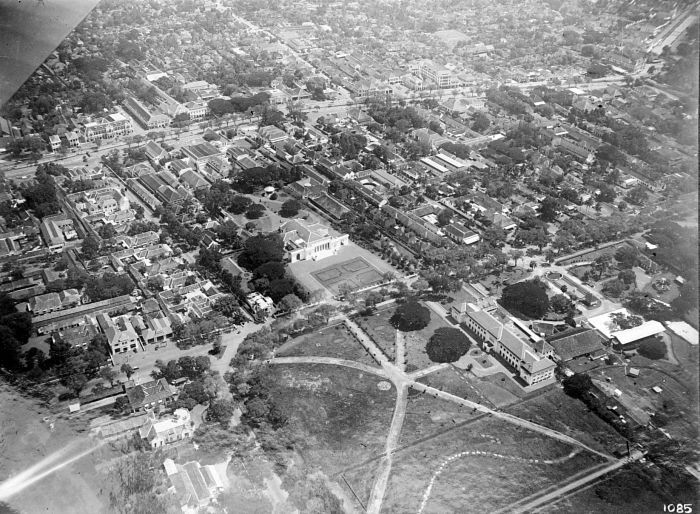
Vue aérienne de Koningsplein avant guerre.
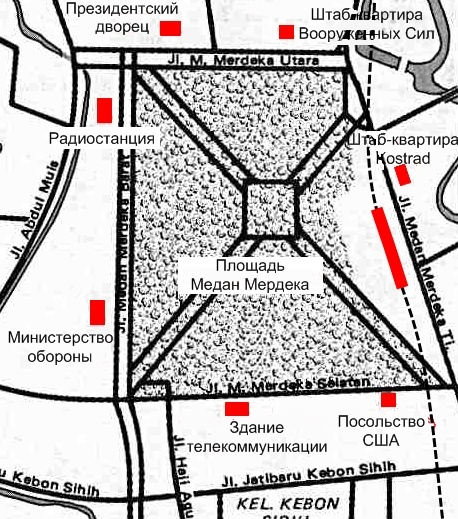
Plan de la place Merdeka en 1965.